# Robert H. Pruyn
Robert Hewson Pruyn (14 février 1815 - 26 février 1882) est un avocat, général de milice, diplomate et homme politique américain, originaire d'Albany, New York. Il est surtout connu pour ses services en tant que président de l'Assemblée de l'État de New York, adjudant général de New York et ministre résident des États-Unis au Japon.

## Famille et jeunesse
Pruyn naît à Albany, New York, le 14 février 1815, fils de Casparus F. et Ann (née Hewson) Pruyn. La famille Pruyn (prononcé "Prine") d'Albany, New York est l'une des familles hollandaises les plus anciennes et les plus estimées de New York, et au moment de la naissance de Robert, réside à Albany depuis plus de deux siècles. 
Pruyn est diplômé de l'Albany Academy et obtient un baccalauréat ès arts (1833) et une maîtrise ès arts (1836) de l'Université Rutgers. Il étudie le droit avec Abraham Van Vechten, est admis au barreau et exerce à Albany.

## Activité politique, militaire et diplomatique
Pruyn a été conseiller juridique d'Albany et membre du conseil municipal. Actif dans la milice d'État, il est nommé juge-avocat général en 1841, et sert jusqu'en 1846, puis de nouveau en 1851, .
Allié politique et ami proche de William Henry Seward, il est membre whig de l'Assemblée de l'État de New York (Albany Co., 3e D.) en 1848, 1849, 1850, 1851, 1852 et 1854. Le 30 janvier 1850, après que le président Noble S. Elderkin a quitté l'Assemblée pour rester à la maison avec sa femme malade en phase terminale, Pruyn est élu président intérimaire. Il est de nouveau Président en 1854.
Pruyn est un officier de milice expérimenté, notamment en tant que juge-avocat général de l'État. En 1855, le gouverneur Myron Clark le nomme adjudant-général de la garde nationale de New York, en remplacement de John Watts de Peyster,,. Il atteint le grade de général de brigade de la milice et est remplacé comme adjudant général par Frederick Townsend.
À la demande personnelle de Seward, qui est alors secrétaire d'État, le président Abraham Lincoln le nomme ambassadeur au Japon en 1861, et il sert à ce titre jusqu'en 1865, date à laquelle il retourne à New York,,. Les relations entre les États-Unis et le Japon n'ont été établies que récemment avec les visites du commodore Perry de 1852 à 1854.
Le couronnement de la carrière japonaise de Pruyn est la négociation réussie après le bombardement de Shimonoseki. Il est apprécié pour le succès de ses relations avec le shōgun,,. Il signe également un accord qui permet le rapatriement des marins japonais naufragés.

### Carrière ultérieure
Pruyne reçoit un LL. D. du Williams College en 1865 et siège au conseil d' administration. Il devient ensuite président de la National Commercial Bank and Trust of Albany et est l'un des fondateurs de la Albany Law School. 
En 1866, il est le candidat malheureux de l'Union conservatrice au poste de lieutenant-gouverneur de New York avec le candidat au poste de gouverneur, John T. Hoffman, alors maire de New York.
À l'été 1869, il est illégalement arrêté avec d'autres membres exécutifs d'Albany and Susquehanna Railroad lors de la tentative de Jay Gould et James Fisk d'acheter le chemin de fer.

## Vie privée
En 1841, Pruyn épouse Jane Ann Lansing (1811–1886), membre d'une autre famille éminente d'Albany. Son père, Gerrit Yates Lansing, est un représentant américain, qui a été chancelier de l' Université de l'État de New York. Ensemble, Robert et Jane sont les parents de quatre enfants:
- Edouard Pruyn (1843–1862)
- Robert Clarence Pruyn (1847-1934), un éminent banquier et leader de l'industrie américaine du jouet[19]
- Helen Lansing Pruyn (1849-1854)
- Charles Lansing Pruyn (1852-1906)

Pruyn meurt subitement en 1882 à Albany. Il est enterré au cimetière rural d'Albany, section 30, lot 14.